# Euselasia eurymachus
Euselasia eurymachus is een vlindersoort uit de familie van de prachtvlinders (Riodinidae), onderfamilie Euselasiinae.
Euselasia eurymachus werd in 1872 beschreven door Hewitson.